# Лукаш Олександр Анатолійович
Олекса́ндр Анато́лійович Лу́каш (8 травня 1965, с. Біленченківка, Гадяцький район, Полтавська область, Українська РСР — 1 грудня 2016, м. Красногорівка, Донецька область, Україна) — сержант Збройних сил України, учасник війни на сході України.

## З життєпису
В часі війни — командир САУ, (92-а окрема механізована бригада), позивний «Лука».
Загинув під час мінометного обстрілу. Помер у шпиталі.
Похований в місті Полтава.
По смерті залишилися батько, сестра, дружина, син, донька та онука.

## Нагороди
Указом Президента України № 58/2017 від 10 березня 2017 року «за особисту мужність, виявлену у захисті державного суверенітету та територіальної цілісності України, самовіддане виконання військового обов'язку» нагороджений орденом «За мужність» III ступеня (посмертно).